# Sylvia Hallett

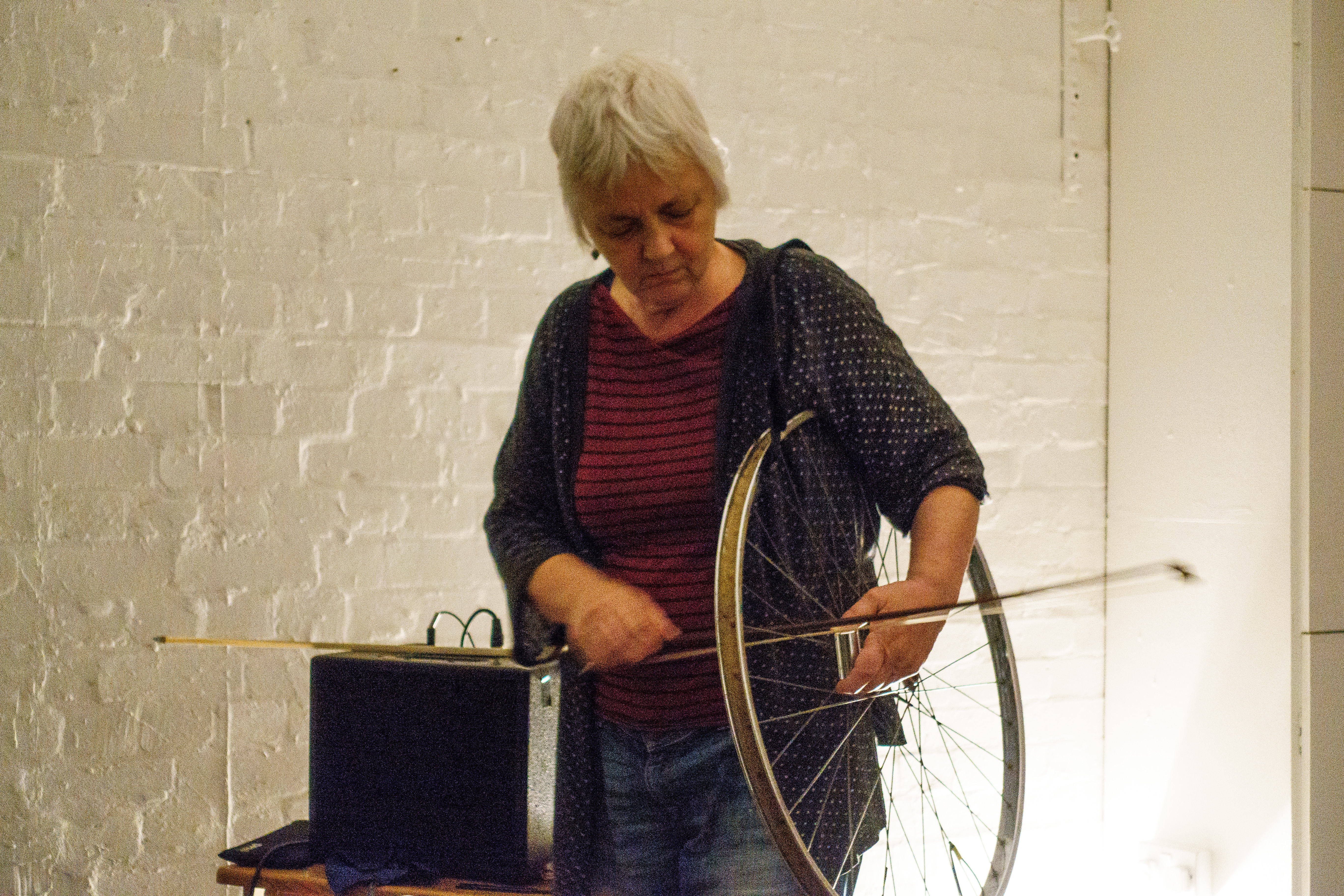
Sylvia Hallett

Sylvia Hallett (* 1953) ist eine britische Improvisationsmusikerin (Geige, Gesang, Komposition).

## Leben und Wirken
Sylvia Hallett studierte Musik am Dartington College, anschließend ging sie für zwei Jahre zum Kompositionsstudium bei Max Deutsch nach Paris. Seit Ende der 1970er-Jahre arbeitet sie in der britischen Improvisationsszene mit Musikern wie Lol Coxhill, Maggie Nicols, Phil Minton, Evan Parker, David Toop und Alasdair Roberts. Seit 1984 gehörte sie zu der improvisierenden Akkordeonband Accordions Go Crazy, mit der sie mehrere Alben einspielte. Ferner war sie Mitglied der Gruppe British Summer Time Ends, mit der sie mehrfach durch Europa tourte. Des Weiteren wirkte sie im London Improvisers Orchestra und im London Hardingfelelag mit; mit Danny Kingshill und Gus Garside gründete sie das Trio Arc, das sowohl 1993 als auch 2009 ein Album vorlegte. Weiterhin trat sie als Solistin auf sowie im Duo mit Clive Bell, ferner mit Mike Adcock, Anna Homler und Ian MacGowan. Außerdem arbeitete sie in verschiedenen Theater- und Tanz-Projekten wie mit Hanna Gillgren und Heidi Rustgaard, Miranda Tufnell, Emilyn Claid, Jacky Lansley, Eva Karczag und Nenagh Watson. Sie trat ferner mit der Royal Shakespeare Company auf in Produktionen wie Comedy of Errors, Tales from Ovid und Canterbury Tales. Unter eigenem Namen legte sie bislang vier Soloalben vor, zuletzt White Fog (2001) und The Geographers (2005), beide bei Emanem Records. Der Diskograf Tom Lord listet ihre Beteiligung zwischen 1982 und 2012 an 41 Aufnahmesessions. Hallett schrieb außerdem Auftragskompositionen für mehrere Hörspiele der BBC, wie Two Men From Delft, Kings und Virginia Woolfs Kew Gardens. Sie auch auf Alben von Steve Beresford, LaXula, Jah Wobble und Paul Baran zu hören.

## Diskographische Hinweise
- Clive Bell & Sylvia Hallett: The Geographers (Emanem, 2005)
- Clive Bell, Roberto Filoseta, Sylvia Hallett: Acoustic Dream (UH Recordings, 2007)
- Sylvia Hallett & Mike Adcock: Reduced (The Orchestra Pit Recording Co., 2010)
- Anna Homler & Sylvia Hallett: The Many Moods of Bread and Shed (The Orchestra Pit Recording Co., 2012)